# Stourbridge
Koordinaten: 52° 27′ N, 2° 9′ W
Stourbridge [ˈstaʊərbrɪdʒ] ist eine Stadt in den englischen Midlands. Sie befindet sich im Westen der West Midlands im Ballungsgebiet um Birmingham im Metropolitan Borough of Dudley zwischen Dudley und Kidderminster. Im Jahre 1991 hatte Stourbridge 54.661 Einwohner.

## Lage
Stourbridge ist eine typische Vorort- und Pendlergemeinde. Obwohl sie zum Black Country gehört, verfügt sie durch ihre städtische Randlage auch über viele Naturflächen. Von hier ist es zum Beispiel auch näher nach Shropshire als in das 10 km entfernte Birmingham. Den Bewohnern von Stourbridge bieten sich Naherholungsmöglichkeiten in den Clent Hills oder dem Waldgebiet von Kinver Edge im Westen der Stadt.
Früher war Stourbridge Teil der Gemeinde Oldswinford in der Grafschaft Worcestershire. Benannt ist der Ort nach der Brücke über den Fluss Stour, der durch den Ort fließt und traditionell die Grenze zwischen Worcestershire und Staffordshire markierte und der westwärts zum Smestow Brook fließt. Der Aufschwung der alten Landgemeinde Stourbridge erfolgte im Rahmen der Industrialisierung Englands, die in den West Midlands eines ihrer Zentren hatte. 1966 wurde die unmittelbar nördlich von Stourbridge gelegene Siedlung Amblecote, die zu Staffordshire gehörte, nach Stourbridge eingemeindet, wodurch sich auch Worcestershire etwas vergrößerte. Im Rahmen der Verwaltungsreform von 1974 wurde dann Stourbridge aus Worcestershire ausgegliedert und dem neu geschaffenen Metropolitan County West Midlands zugeordnet. Seither gab es allerdings immer wieder Bestrebungen, die Stadt nach Worcestershire (das zeitweilig die Bezeichnung Hereford and Worcester trug) zurückzuführen.

## Glasindustrie
Stourbridge ist überregional bekannt für seine traditionelle Glasproduktion, die hier seit Beginn des 17. Jhs. betrieben wird. Genaugenommen befinden sich die Produktionszentren allerdings vor allem in den Nachbargemeinden Wordsley, Amblecote und Oldswinford. Vor allem die natürlichen Vorkommen von Kohle und feuerfestem Ton prädestinierten die Gegend zu einem Standort für Glasmacher. Der zur Produktion erforderliche Sand wurde vor allem aus Irland importiert und über sog. Narrowboat-Kanäle nach Stourbridge verschifft. Die Erzeugnisse der Stourbridger Glasmacher waren stets sehr hochwertig und als Geschenke für Adlige und hochrangige Gäste geschätzt. Heute besteht nur noch eine der alten Glasbläsereien, das Red House Glass Cone, das sich am Stourbridge Canal in Wordsley befindet. Dort werden für Besucher auch traditionelle Glasbläsertechniken vorgeführt.

## Verkehr
Stourbridge liegt am River Stour sowie am Stourbridge Canal, der die Stadt mit dem Staffordshire and Worcestershire Canal verbindet. Die Stadt verfügt über einen Bahnhof, Stourbridge Junction, an der Linie Oxford-Worcester-Wolverhampton, die unweit der Stadt den River Stour und die A491 auf dem Stambermill-Viadukt überquert. Die Bahnstrecke nach Dudley wurde 1962 für den Personenverkehr geschlossen und dient heute nur noch dem Güterverkehr. Von Stourbridge Junction führt seit 1879 die lediglich 1,2 km lange Stourbridge Town Branch Line zur Innenstadt mit dem Bahnhof Stourbridge Town. In Stourbridge wurde im Jahre 1828 die Lokomotive Stourbridge Lion gefertigt, die in die USA transportiert wurde und dort als erste US-amerikanische Lokomotive eine Fahrt auf einer Gütereisenbahn unternahm. Die Lokomotive war zu schwer für die Gleise und wurde deshalb nach wenigen Probefahrten abgestellt.

## Bildung
Stourbridge beheimatet zwei Colleges: das King Edward VI College, das im Jahre 1552 gegründet wurde, sowie das Stourbridge College of Further Education. Daneben existieren eine ganze Reihe von Grund- und Oberschulen, z. B. Redhill, Old Swinford Hospital, Ridgewood und die Elmfield Rudolf Steiner School.

## Presse
In Stourbridge werden die Stourbridge News, der Express & Star und der Stourbridge Chronicle herausgegeben.

## Sport
Stourbridge ist Heimat des Stourbridge Football Clubs und des Stourbridge Cricket Clubs, die beide ihre Heimspiele auf dem War Memorial Athletic Ground austragen. Daneben besteht der Stourbridge Rugby Club, der in Stourton Park im benachbarten Stourton spielt.

## Persönlichkeiten
- Annette Beveridge (1842–1929), Orientalistin
- Clement Lindley Wragge (1852–1922), Meteorologe
- Frank Foley (1884–1958), der relativ unbekannte „britische Schindler“ lebte bis zu seinem Tod 1958 in Stourbridge
- Joseph Westwood (1884–1948), Gewerkschaftsfunktionär und Politiker
- James Donald Barnes (1907–1970), Autorennfahrer
- Frank Stanley Barnes (1900–1978), Autorennfahrer
- Tony Marsh (1931–2009), Autorennfahrer
- Johnny Briggs (1935–2021), Schauspieler, lebte in Stourbridge
- Kay Davies (* 1951), Humangenetikerin
- David James Oakley (* 1955), römisch-katholischer Geistlicher, Bischof von Northampton
- Spencer Dunn (* 1969), Snookerspieler
- Steve „S.J.“ Watson (* 1971), Autor
- Dean Smith (* 1988), britischer Rennfahrer
- Rachel Wallader (* 1989), Kugelstoßerin
- Reece Devine (* 2001), Fußballspieler
- Jude Bellingham (* 2003), Fußballspieler
- Jobe Bellingham (* 2005), Fußballspieler

Die Musikgruppen Witchfinder General, Ned’s Atomic Dustbin, Diamond Head, Pop Will Eat Itself und The Wonder Stuff stammen aus Stourbridge.